# طفولة نهد
طفولة نهد، مجموعة شعرية من مؤلفات الشاعر العربي السوري نزار قباني، صدرت في عام 1948، عن شركة فن الطباعة للنشر في القاهرة، مصر.